# Lijst van platenlabels J
Dit is een lijst van platenlabels met als beginletter een J.
- J Records
- J Storm
- Jackson Rubio
- JAD Records
- Jade Tree Records
- Jagjaguwar
- Jahtari
- Jamaican Gold
- Jamie Records
- Janus Records
- Jaro Medien
- Jarrah Records
- Jarring Effects
- Jasmine Records
- Jaus Records
- JayTee Records
- Jazz Records
- Jazz & Now
- Jazz in Motion Records
- Jazz 'N Pulz
- Jazzaway Records
- Jazz'halo
- Jazzland  Records (1960) - Verenigde Staten
- Jazzland  Records (1997) - Noorwegen
- Jazzman Records
- Jazzology Records
- JDub Records
- Jehova-Nisi Productions

- Je M'en Fish
- Jeepster Records
- Jellyfish Entertainment
- Jerden Records
- Jericho Beach Music
- Jester Records
- Jesuit Music Ministry
- Jet Records
- Jet Set Records
- Jettison
- Jetydosa
- Jewel Records
- Jiggiri Records
- Jim Henson Records
- Jimmy Franks Recording Company
- Jin Records
- Jive Electro
- Jive Records
- JL Records
- JMT Records
- JMS Records
- J.O.B. Records
- Joe & Joey Records
- Johann's Face Records
- Johnny & Associates

- Joia
- Joilicious Records
- Josie Records
- Joy Records
- Joyful Noise Recordings
- JSP Records
- J & S Records
- Juana Records
- Jubilee Records
- Judd Records
- Judgement Records
- Jugoton
- Juice Box Records
- Juke Box Records
- Jump Off Entertainment
- Jump Records
- Jump Start Records
- Jumper Records
- Jungle Records
- Junior Boy's Own
- Just Music
- Justablip Records
- JYP Entertainment